# ポンサワン・ポープラムック
ポンサワン・ポープラムック（Pornsawan Porpramook、1978年3月10日 - ）は、タイのプロボクサー。元WBA世界ミニマム級王者。

## 来歴
2001年9月20日、プロデビュー。初回KO勝ち。その頃はムエタイとの平行してキャリアを積んでいた。ムエタイ時代には約300試合を戦い、約280勝している戦績を明かした。
2001年11月28日、モンコン・シンワンチャーの王座返上に伴うPABAミニマム級王座決定戦でジュハルム・シラバンと対戦し、3回KO勝ちを収めプロ2戦目で地域王座ながら王座獲得に成功。その後同王座は7度防衛し返上した。
2004年12月10日、タイミニマム級王座決定戦に出場。その日デビューしたパヤプング・マイムングアコンと対戦し、3回KO勝ちで王座獲得に成功。同王座は1度も防衛することなく返上した。
2005年5月17日、自身の王座返上に伴うPABAミニマム級王座決定戦でニノ・スエロと対戦し、3-0の判定勝ちを収め王座返り咲きに成功した。同王座は8度防衛後に返上した。
2007年9月30日、世界初挑戦。イヴァン・カルデロンの王座返上に伴うWBO世界ミニマム級王座決定戦でドニー・ニエテスと対戦。ポンサワンは4回にダウンを奪われ劣勢。その後10回にはローブローで1点減点されるなど不利に泣き、12回0-3(111-115、110-116、113-114)の判定負け。王座獲得に失敗した。
2008年2月14日、リチャード・ガルシアとABCOミニマム級暫定王座決定戦を行い、5回TKO勝ちで王座獲得に成功した。同王者は1度も防衛することなく返上した。
同年11月27日、WBC世界ミニマム級王者オーレイドン・シスサマーチャイに挑戦。しかし、終始オーレイドンペースで試合が進み、0-3の大差判定負け。王座獲得ならず。
2009年4月4日、メキシコタマウリパス州シウダービクトリアでWBC世界ライトフライ級王者エドガル・ソーサに挑戦し、自身初のKO負けとなる4回2分32秒TKO負けを喫し、またも王座獲得に失敗した。
2010年9月3日、WBC世界ミニマム級王者オーレイドン・シスサマーチャイと再戦。オーレイドンが足を吊り、初回と6回にオーレイドンからダウンを奪い一時はレフェリーストップに追い込むほど終始有利に進めたと見えたが、12回0-1（2者が114-114、113-114）の判定で 
引き分けた為またも王座獲得に失敗、観客からは大ブーイングが起ると同時に誤審ではないかといった声が聞こえ両者とも消化不良の試合になった。
2011年7月30日、インドネシア・ジャカルタにあるインドシアル・スタジオにて、ムハンマド・ラクマンが持つWBA世界ミニマム級王座に挑戦。ほぼ互角に試合を進めて判定も大接戦になり、12回2-0(114-114、115-113、115-114)の僅差判定勝ち。試合後ラクマン側が「判定が盗まれた」という声が発端になり、誤審ではないかという抗議も裁定の結果ポンサワンの勝ちを支持し、念願の王者獲得に成功した。ラクマン側は判定に不満を持ち、WBAにダイレクトリマッチを認めるよう提訴した。
2011年10月24日、日本のリングに初登場。後楽園ホールで八重樫東と対戦。しかし、果敢に挑戦者がアタックし、ポンサワンは定評があるタフさがどんどんなくなり、10回2分38秒TKO負けを喫し、初防衛に失敗すると共に王座から陥落、勝てばラクマンとのダイレクトリマッチが待っていたがそのオプションも消滅した。
2012年12月31日、大阪府立体育会館でWBA世界ミニマム級王座決定戦に出場し、元OPBF東洋太平洋ライトフライ級王者でWBA世界ミニマム級2位の宮崎亮と対戦、12回1-2（111-116、114-113、112-116）の判定負けを喫し、1年2ヵ月ぶりの王座返り咲きに失敗した。試合後は判定に不満を漏らした。
2013年6月18日、バンコクでジェイソン・ロトニーとPABAライトフライ級暫定王座決定戦を行い、5回3-0（2者が39-37、40-37）の負傷判定勝ちを収め王座を獲得した。
2013年8月23日、バンコクにあるサイアム・パーク・シティで元WBA世界フライ級王者デンカオセーン・カオウィチットの体調不良で延期となったWBA世界スーパーフライ級暫定王座決定戦の代替試合で元PABAライトフライ級スーパー王者レイ・ロリトと対戦し、10回0-2（82-88、84-86、85-85）の負傷判定負けを喫し初防衛に失敗、王座から陥落した。
王座陥落後再度ウェイトをミニマム級に落とし再転向したが体力の限界を理由に引退した。

## 獲得タイトル
- 第8代・第9代PABAミニマム級王座
- タイミニマム級王座
- ABCOミニマム級暫定王座
- PABAライトフライ級暫定王座
- WBA世界ミニマム級王座（防衛0）